# Carlottina e Carlottina
Carlottina e Carlottina (Das doppelte Lottchen, lett. La doppia Lottie) è un libro di narrativa per ragazzi scritto da Erich Kästner e pubblicato nel 1949.

## Trama
Luisa e Carlotta sono due ragazzine di nove anni che non si conoscono e sono uguali, identiche. Carlotta è di Monaco di Baviera, mentre Luisa viene da Vienna. La vicenda è ambientata in un istituto alpino che ospita bambine per le vacanze estive. Dopo parecchi giorni che Luisa è lì arriva Carlotta, una bambina autonoma e seria: la madre, unico genitore, l'ha mandata lì per trascorrere in allegria alcune settimane in cui conoscere nuove bambine. Al suo arrivo Luisa è con delle amiche e, molto sbalordita, se la prende con Carlotta la quale, molto sensibile, si mette a piangere. Ma dopo essersi conosciute meglio diventano migliori amiche e scoprono di essere non semplici sorelle, ma gemelle: i loro genitori si sono infatti separati e ognuno di loro si è tenuto una gemella. Così alla fine della vacanza si scambiano di posto: Luisa va dalla madre e Carlotta dal padre, e riescono a riconciliare la famiglia.

## Opere derivate

### Cinema
Dal tema delle gemelle segrete che si ritrovano in istituto senza conoscersi, dapprima detestandosi, poi diventando amiche e infine scoprendo di essere sorelle, sono stati tratti i film Il cowboy con il velo da sposa, Matrimonio a 4 mani e Genitori in trappola (quest'ultimo remake del primo).

### Animazione
Watashi to watashi: Futari no Lotte un anime televisivo del 1991, è inedito in Italia.

## Edizioni
- (DE) Erich Kästner, Das doppelte Lottchen. Ein Roman für Kinder, 78ª ed., Buchgemeinschaft Donauland, Kremayr & Scheriau, 1949, ISBN non esistente.
- Erich Kästner, Carlottina e Carlottina, Milano, Bompiani, 1949, ISBN non esistente.
- Erich Kästner, Carlotta e Carlotta, collana Gaia Junior, Segrate, Arnoldo Mondadori Editore, 1990, ISBN 88-04-52267-4.
- Erich Kästner, La doppia Carlotta, collana Il Battello a Vapore, Segrate, Edizioni Piemme, 2013, ISBN 978-88-566-1759-7.